# Herbert Schwarzwälder

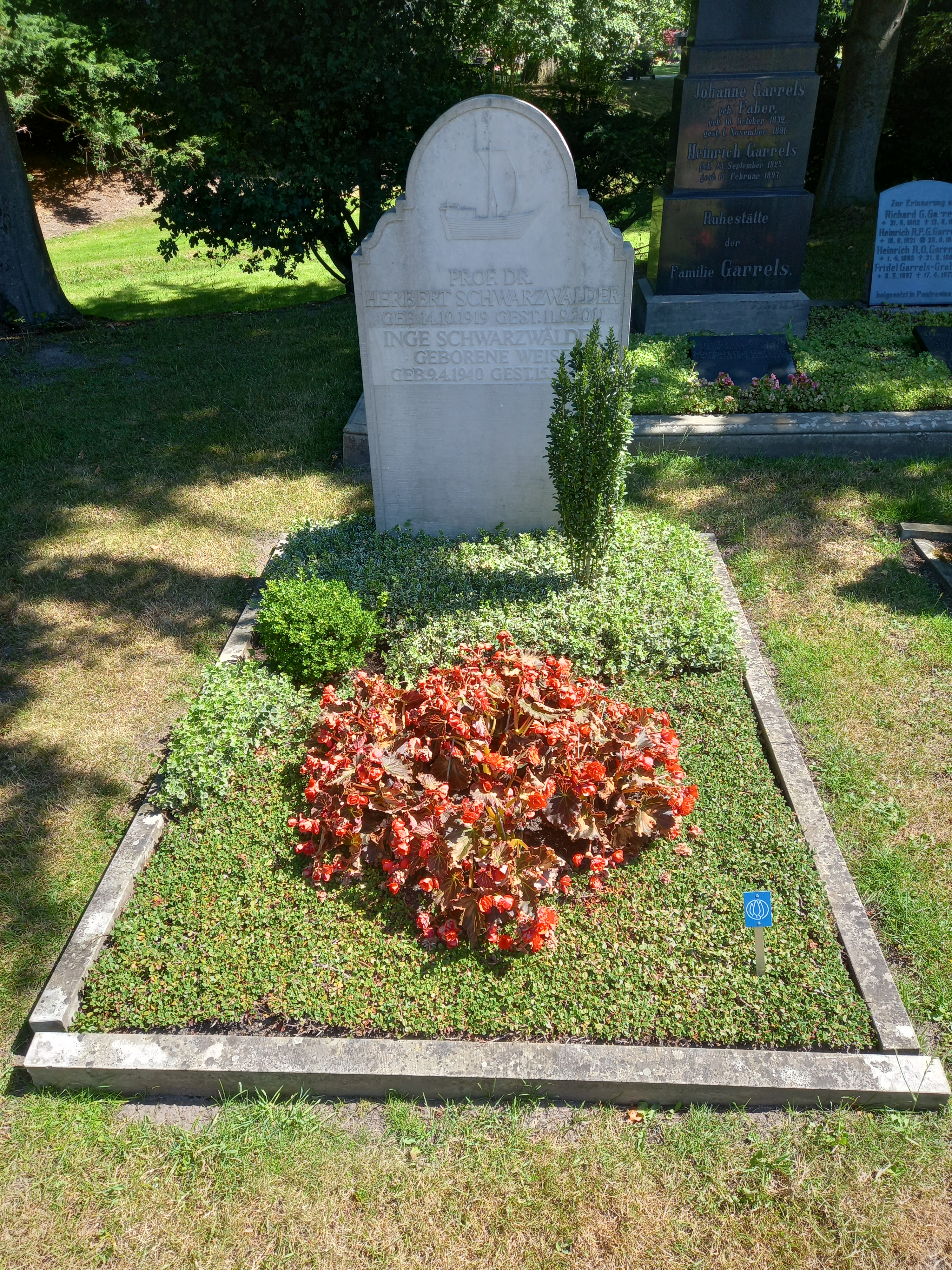
Das Grab von Herbert Schwarzwälder und seiner Ehefrau Inge geborene Weise auf dem Riensberger Friedhof in Bremen

Herbert Schwarzwälder (* 14. Oktober 1919 in Bremen; † 11. September 2011 ebenda) war ein deutscher Historiker. Mit seiner jahrzehntelangen Arbeit und seinen umfangreichen Veröffentlichungen prägte er wesentlich die Erforschung und Vermittlung der Geschichte Bremens.

## Leben
Herbert Schwarzwälders jüngerer Bruder war der Heimatforscher Harry Schwarzwälder (1929–2019). Er besuchte das Gymnasium und absolvierte 1938 sein Abitur. Im Anschluss daran wurde er zum Reichsarbeitsdienst eingezogen, danach zum Militärdienst bei einer Fliegertruppe und bei der Flakartillerie. Während des Zweiten Weltkriegs wurde er zunächst im Heimatschutz eingesetzt, später in einer technischen Abteilung in der Sowjetunion und im Westen. Schwarzwälder musste eine mehrjährige Kriegsgefangenschaft in Lagern in Frankreich, den USA und England verbringen. 1947 konnte er nach Bremen zurückkehren.
Ab 1948 studierte er Geschichte, Germanistik, Anglistik und Politologie an der Philipps-Universität Marburg. 1953 legte er sein Erstes Staatsexamen ab und promovierte in Marburg zum Dr. phil. mit der geschichtlichen Arbeit Entstehung und Anfänge der Stadt Bremen. Nach seiner Referendarzeit und dem Zweiten Staatsexamen arbeitete er ab 1955 als Assessor und Studienrat am Gymnasium am Leibnizplatz in der Bremer Neustadt. 1960 wurde er als Professor für Geschichte an die damalige Pädagogische Hochschule Bremen berufen, die 1971 in die neu gegründete Universität Bremen eingegliedert wurde. Schwarzwälder lehrte dort bis 1988 als ordentlicher Universitätsprofessor mit den Schwerpunkten Landesgeschichte, NS-Zeit und Hanse.

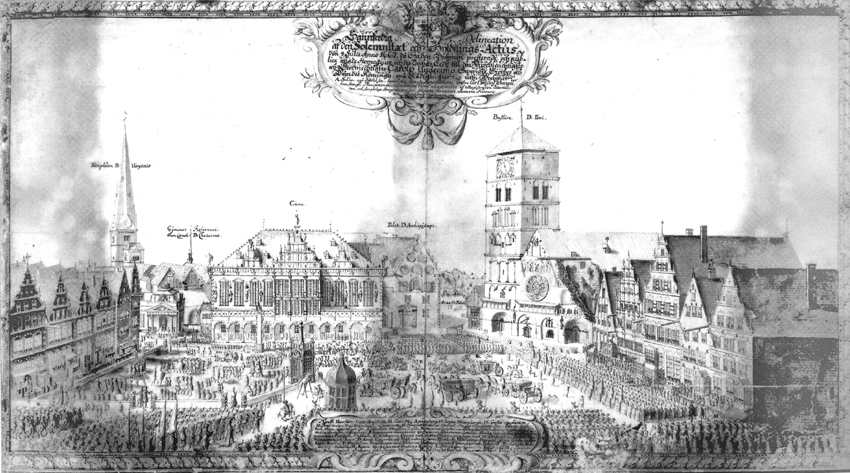
Huldigung der Stadt Bremen vor dem schwedischen Reichsfeldherrn Wrangel nach dem Friedensschluss 1666 – Zeitzeugnis aus Schwarzwälders Werk Bremen im 17. Jahrhundert.

Schwarzwälder erforschte seit 1953 die Geschichte der Freien Hansestadt Bremen. Er hielt viele Vorträge und veröffentlichte zahlreiche Publikationen zur Zeit- und Kulturgeschichte Bremens und Nordwestdeutschlands sowie der Hanse. 1975 und 1985 erschien sein vierbändiges Werk zur Geschichte der Freien Hansestadt Bremen, das mittlerweile zum Standardwerk über die bremische Geschichte wurde. Nach seiner Emeritierung 1988 setzte er seine Forschungs- und Veröffentlichungsarbeit fort. So publizierte er 2001 unter dem Titel Das Große Bremen-Lexikon das erste zusammenhängende Nachschlagewerk zu Wissenswertem und Hintergründigem über und im Stadtstaat Bremen, das als „eine Fundgrube zu Vergangenheit und Gegenwart Bremens und Bremerhavens“ sowie inzwischen ebenfalls als Standardwerk gilt.

## Schriften
- Entstehung und Anfänge der Stadt Bremen. Carl Schünemann Verlag, Bremen 1955.
- Reise in Bremens Vergangenheit. Carl Schünemann Verlag, Bremen 1965.
- Die Machtergreifung der NSDAP in Bremen 1933. Carl Schünemann Verlag, Bremen 1966.
- Bremen und Nordwestdeutschland am Kriegsende 1945 (Teil I). Carl Schünemann Verlag, Bremen 1972, ISBN 3-7961-1546-2.
- Bremen und Nordwestdeutschland am Kriegsende 1945 (Teil II). Carl Schünemann Verlag, Bremen 1973, ISBN 3-7961-1620-5.
- Bremen im Wandel der Zeiten – Die Neustadt und ihre Vororte. Carl Schünemann Verlag, Bremen 1973, ISBN 3-7961-1654-X.
- Bremen und Nordwestdeutschland am Kriegsende 1945 (Teil III). Carl Schünemann Verlag, Bremen 1974, ISBN 3-7961-1650-7.
- Das Ende an der Unterweser 1945. Bremerhaven (Wesermünde) und Umgebung am Kriegsende. Stadtarchiv Bremerhaven, Bremerhaven 1974.
- Bremerhaven und seine Vorgängergemeinden / Ansichten, Pläne, Landkarten 1575 bis 1890. Stadtarchiv Bremerhaven, Bremerhaven 1977.
- mit Otto Heuschele: Deutschland Album nach alten Ansichtskarten. Flechsig Verlag, Frankfurt am Main 1980, ISBN 3-88189-109-9.
- Postkartenalbum Oberneuland, Horn / Lehe, Schwachhausen, Parkviertel, Bürgerpark. Carl Schünemann Verlag, Bremen 1981, ISBN 3-7961-1726-0.
- Berühmte Bremer. Paul List Verlag, München 1972, ISBN 3-471-78718-6.
- Bremen im Wandel der Zeiten – Die Altstadt. Carl Schünemann Verlag, Bremen 1985, ISBN 3-7961-1662-0.
- Blick auf Bremen. Ansichten, Vogelschauen vom 16.–19. Jahrhundert, Stadtpläne. Carl Schünemann Verlag, Bremen 1985, ISBN 3-7961-1759-7.
- Ansichten der Freien Hansestadt Bremen und ihrer Umgebungen. Carl Schünemann Verlag, Bremen 1985, ISBN 3-7961-1688-4.
- Reisen und Reisende in Nordwestdeutschland, Band 1 (bis 1620). Lax Verlag, Hildesheim 1987, ISBN 3-7848-2421-8.
- Bremer Sehenswürdigkeiten einst und jetzt. Carl Schünemann Verlag, Bremen 1990, ISBN 3-7961-1807-0.
- Gruß aus Bremen. Ansichtskarten um die Jahrhundertwende. Flechsig Verlag, Frankfurt am Main 1992, ISBN 3-87681-056-6.
- Reise in Bremens Vergangenheit. Stationen und Bilder einer 1200-jährigen Geschichte. Carl Schünemann Verlag, Bremen 1993, ISBN 3-7961-1777-5.
- Bremer Geschichte. Döll-Verlag, Bremen 1993, ISBN 3-88808-202-1.
- Bremen – Ein verlorenes Stadtbild. Wartberg-Verlag, Gudensberg-Gleichen 1994, ISBN 3-86134-173-5.
- Geschichte der Freien Hansestadt Bremen in fünf Bänden. Erweiterte und verbesserte Auflage. Edition Temmen, Bremen 1995, ISBN 3-86108-283-7.
  - Band 1: Von den Anfängen bis zur Franzosenzeit (1810).
  - Band 2: Von der Franzosenzeit bis zum Ersten Weltkrieg (1810–1918).
  - Band 3: Bremen in der Weimarer Republik (1918–1933).
  - Band 4: Bremen in der NS-Zeit (1933–1945).
  - Band 5: Bibliographie und Register.
- Gruß aus Bremen. Die Altstadt auf frühen Ansichtskarten. Edition Temmen, Bremen 1998, ISBN 3-86108-611-5.
- Das Große Bremen-Lexikon. Edition Temmen, Bremen 2003, ISBN 3-86108-693-X.
  - Band 1: A–K. 2., aktualisierte, überarbeitete und erweiterte Auflage. 2003.
  - Band 2: L–Z. 2., aktualisierte, überarbeitete und erweiterte Auflage. 2003.
  - Ergänzungs-Band. A–Z. 1. Auflage. 2008, ISBN 978-3-86108-986-5.
- Bremen in alten Reisebeschreibungen. Edition Temmen, Bremen 2006, ISBN 978-3-86108-550-8.